# Alfred Auger
Pour les articles homonymes, voir Auger.
Alfred Isidore Marie Auger (né à Arc-Ainières le 27 février 1865 et mort à Mons le 13 janvier 1905) est un prêtre, historien et moraliste belge. Il est connu pour ses études sur le mystique brabançon Jan Van Ruysbroeck.

## Éléments biographiques
Alfred Auger accomplit ses humanités au collège Saint-Amand (nl) à Courtrai. Après deux années de philosophie préparatoires au petit séminaire de Bonne-Espérance et trois de théologie au grand séminaire de Tournai, il entre en 1886 à la Faculté de théologie de l'université catholique de Louvain. Auger obtient le titre de docteur en théologie le 18 juillet 1892 à la suite de la présentation de son travail consacré à la pensée de Jan Van Ruysbroeck, un clerc brabançon du XIVe siècle.
Ordonné prêtre en 1887, Alfred Auger devient, en 1893, professeur de philosophie au petit séminaire de Bonne-Espérance, établissement scolaire qu'il dirige de 1898 à 1903. Auger est nommé doyen de Sainte-Waudru à Mons en 1903. C'est dans cette même ville qu'il disparait prématurément, le 13 janvier 1905, alors qu'il s'occupe de malades pauvres.

## Publications
- Alfred Auger, Étude sur les mystiques des Pays-Bas au Moyen Âge, Bruxelles, Hayez, coll. « Mémoires couronnés et autres mémoires publiés par l'Académie royale des sciences, des lettres et des beaux-arts de Belgique. Collection in-8° », 1892, 355 p.
- (la) Alfred Auger, De doctrina et meritis Joannis van Ruysbroeck, Louvain, Vanlinthout, coll. « Universitas catholica Lovaniensis. Dissertationes ad gradum doctoris in Facultate theologica consequendum conscriptae » (no 646), 1892, X-200 p.
- Alfred Auger, L. Haustrate et A. Lebeau, Cours complet de pédagogie à l'usage des écoles normales, Tournai, Casterman, 1909, 3e éd. (1re éd. 1900), 476 p.